# Кись (роман)
«Кись» — етноцентрована постапокаліптична антиутопія Т. М. Толстої. У романі розповідається про те, що може статися з країною (ймовірно, Росією) після катострофічного «Вибуху». В романі не вказується, яка саме катастрофа відбулася: чи це був ядерний вибух, чи застосування якоїсь іншої зброї, можливо, біологічної. Роман сповнений іронією та сарказмом. Після виходу роману описаний в ньому світ нерідко сприймався читачами як метафора пострадянської деструкції суспільства, хоча початковий авторський задум очевидно полягав у сатирі на риси радянського ладу, які, на думку автора, містили архаїзацію суспільних відносин і свідомості, монополізм держави, культ особистості вождя, необмежену владу спецслужб, примітивізацію культури і державне скорочення доступу до неї («спецхран»).
У романі надзвичайно багато просторічних і брутальних слів, однак, на думку авторки, ненормативна лексика вживається дуже рідко:
 — Слава Богу, это само по себе мало кого взволнует. Дискуссия о том, допустимо ли употребление матерных слов в печатном тексте, закончена. В моём тексте неформальных выражений штуки три. Думала довести это число до четырёх, но решила, что это перебор.
— «Мюмзики и Нострадамус», інтерв'ю газеті «Московские новости»
Герої роману розмовляють на характерному карикатурному діалекті, сповненому старовинними словами і виразами, а також запозиченими з різних діалектів російської. Зустрічається і чимало неологізмів, вигаданих автором.

## Написання роману
Роман створювався впродовж 14 років, з 1986 до 2000. З цих 14 років, як зауважила Т. М. Толстая, чотири роки вона не написала жодного рядка:
 — И что, все эти 14 лет — ни дня без строчки?
 — Господь с вами! Так не бывает. Роман долго отлеживался: однажды пролежал года четыре вообще без движения.
— «Непальцы и мюмзики», интервью журналу «Афиша»

## Сюжет
Дія роману відбувається після Вибуху, у світі мутованих рослин, тварин і людей. В масах колишня культура вимерла, і тільки ті, хто жив до Вибуху (т. Зв. «Колишні»), зберігають її. Головний герой роману, Бенедикт — син «колишньої» жінки Поліни Михайлівни. Після її смерті на виховання Бенедикта взяв до себе інший «колишній» — Микита Іванович. Він намагається привчити його до культури, але безрезультатно.
Образ Кисі — якоїсь невідомої страшної істоти, — проходить крізь весь роман, періодично з'являючись в уяві, думках і розповіді Бенедикта. Сама Кись у романі не фігурує, ймовірно, через те, що є витвором уяви персонажів, втіленням страху перед невідомим і незрозумілим, перед темними сторонами власної душі. З розповідей героїв роману Кись невидима і мешкає в дрімучих північних лісах.
«Сидит она на темных ветвях и кричит так дико и жалобно: кы-ысь! кы-ысь! — а видеть её никто не может. Пойдет человек так вот в лес, а она ему на шею-то сзади: хоп! и хребтину зубами: хрусь! — а когтем главную-то жилочку нащупает и перервёт, и весь разум из человека и выйдет».— Тетяна Толстая. «Кысь»
- На обкладинці першого видання «Кисі» (2000 рік) зображена старовинна гравюра Московского Кремля.

На думку критика Т.Литвинової: «Мрачные картины несветлого будущего являются основной темой романов в жанре антиутопии. Достаточно вспомнить и „Мы“ Замятина, и „О, дивный новый мир!“ Хаксли, и „1984“ Оруэлла. Однако „Кысь“ Татьяны Толстой существенно отличается от этих произведений, во-первых, наличием иронии, а во-вторых, особенностями развития темы: кажется, что весь этот безрадостный, чудовищный и смешной быт голубчиков, живущих на зараженных радиацией постцивилизованных пространствах, не более чем фон, подмалевок, чтобы выделить главную идею: сохранение печатного слова в любых условиях как гарантия продолжения цивилизации. Именно это, на мой взгляд, сближает „Кысь“ с выдающимся произведением Рея Бредбери „451 градус по Фаренгейту“».

## Нагороди
- Премія «Тріумф» (2001)
- «Студенческий букер десятилетия» [Архівовано 4 Березня 2016 у Wayback Machine.] (2011)